# Magson Gomes da Silva
Magson Gomes da Silva (São Luís, 26 de maio de 1933 - São Luís, 26 de dezembro de 2022) foi um poeta maranhense. Foi membro da Academia Maranhense de Letras a partir de 1959, na sucessão do poeta Arnaldo Ferreira, e sendo recepcionado pelo também poeta Assis Garrido.

## Obras
- Inspirações (1957)
- Torrente (1961)
- O poeta Antônio da Costa Gomes (1967)
- O prosador João Quadros (1968)
- Magnólia (1984)
- Serões da fantasia (1988)
- Albores e luares (1991)
- Poemas galantes (1992)
- Versos à lua (1994)
- Aparências (2000)
- Presença do passado (2000)
- Porcelanas (2003)